# Saison 4 de Heartland
 (juin 2017).
Si vous disposez d'ouvrages ou d'articles de référence ou si vous connaissez des sites web de qualité traitant du thème abordé ici, merci de compléter l'article en donnant les références utiles à sa vérifiabilité et en les liant à la section « Notes et références ».
Chronologie
Saison 3 Saison 5
Cet article présente les épisodes de la quatrième saison de la série télévisée familiale Heartland.

## Distribution

### Acteurs principaux
- Amber Marshall (VF : Isabelle Volpe ; VQ : Elisabeth Forest) : Amy Fleming
- Graham Wardle (VF : Franck Tordjman ; VQ : Nicolas Charbonneaux-Collombet) : Ty Borden
- Michelle Morgan (VF : Karine Pinoteau ; VQ : Manon Arsenault) : Lou Fleming
- Shaun Johnston (VF : Patrick Béthune ; VQ : Sylvain Hétu) : Jack Bartlett
- Chris Potter (VF : Antoine Tomé ; VQ : Daniel Picard) : Tim Fleming
- Jessica Amlee (VF : Marie Diot ; VQ : Eloisa Cervantes) : Mallory Wells
- Kerry James (VF : Frédéric Popovic ; VQ : Xavier Dolan) : Caleb O'Dell
- Gabriel Hogan (VF : François Vincentelli ; VQ : Maël Davan-Soulas) : Peter Morris
- Nathaniel Arcand (VF : Pascal Casanova ; VQ : Frédéric Lavallée) : Scott Cardinal

### Acteurs récurrents
- Cindy Busby (VF : Marie Diot ; VQ : Catherine Lavoie) : Ashley Stanton
- Greta Onieogou (VF : Céline Melloul) : Soraya Duval
- Wanda Cannon (VF : Coco Noël ; VQ : Élise Bertrand) : Val Stanton
- Jessica Steen (VF : Véronique Viel ; VQ : Catherine Hamann) : Lisa Stillman

### Invités
- Jack Knignt : Badger (5 épisodes)
- Jake Church : Jake Anderson (5 épisodes)
- Miranda Frigon : Janice Wayne (4 épisodes)
- Anna Ferguson : Mme Bell (3 épisodes)

## Production

### Développement
- La série sera diffusée à partir du 26 septembre 2010 du CBC.

### Casting
- L'acteur Torrance Coombs a obtenu le statut de personnage récurrent pour le personnage de Chase Powers.

- L'acteur Daniel Fathers revient le temps de 2 épisodes pour le rôle de Stewart Forrest, un entraineur national.

- Les actrices Cindy Busby et Greta Onieogou reviennent en tant qu'actrices récurrentes.

- L'acteur Stephen Amell (Arrow) sera de retour le temps d'un épisode pour le rôle de Nick Harwell.

### Tournage
Filmé à High River, en Alberta et aux environs de Calgary, le tournage du pilote, écrit par Leila Basen et David Preston, et réalisé par Ron Murphy, a débuté en 2010.

## Liste des épisodes

### Épisode 1:Retour à la maison
- Canada : 26 septembre 2010

- Emma Lahana : Bair

### Épisode 2:Des rêves à la réalité
- Canada : 3 octobre 2010

- Stephen Amell : Nick Harwell

### Épisode 3:Chemins de traverse
- Canada : 10 octobre 2010

- Anna Ferguson : Mme Bell

### Épisode 4:Remise des diplômes
- Canada : 17 octobre 2010

- Jack Knight : Badger
- Jake Church : Jake Anderson
- Greg Lawson : Clint Riley

### Épisode 5:Les vérités cachées
- Canada : 24 octobre 2010

- Alberta Watson : Sarah Craven

### Épisodes 6 à 18
6.Pari gagnant (Win, Place or Show)
7.Jackpot ! (Jackpot!)
8.Un jour (One Day)
9.Le Héros local (Local Hero)
10.Sautes d'humeur (Moods Swings)
11.Une affaire de famille (Family Business)
12.Nostalgie (Lost Song)
13.Le Chemin du retour (The Road Home)
14.Saut de la foi (Leap of Faith)
15.La Rivière (The River)
16.Ne jamais renoncer (Never Surrender)
17.Remue-Ménage (Burning Down the House)
18.Au bout du tunnel (Passages)